# غوردون كلاب
غوردون كلاب (بالإنجليزية: Gordon Clapp)‏ مواليد 24 سبتمبر 1948، هو ممثل أمريكي ومن الحائزين على جائزة إيمي.

## الأعمال
- ستار تريك: ديب سبيس ناين
- عقول إجرامية
- كولد كيس

## الجوائز
الفوز:
- جائزة إيمي
- جائزة المسرح العالمي

الترشيحات:
- جائزة توني لأفضل ممثل في مسرحية

## روابط خارجية
- غوردون كلاب على موقع IMDb (الإنجليزية)
- غوردون كلاب على موقع ألو سيني (الفرنسية)
- غوردون كلاب على موقع أول موفي (الإنجليزية)
- غوردون كلاب على موقع قاعدة بيانات برودواي على الإنترنت (الإنجليزية)
- غوردون كلاب على موقع قاعدة بيانات الأفلام السويدية (السويدية)
- غوردون كلاب على موقع إن إن دي بي (الإنجليزية)
- غوردون كلاب على موقع قاعدة بيانات الفيلم (الإنجليزية)
- غوردون كلاب على موقع كينوبويسك (الروسية)